# 告民众书
《告民众书》，是第十三世达赖喇嘛·土登嘉措通过噶厦于1912年3月发布的公告。该公告欲将漢軍官兵从西藏“驱除净尽”。

## 背景
1911年武昌辛亥革命之后，清朝政府陡然倾覆，边疆地区出现动乱，西藏亦陷入混乱。1912年（民国元年，藏历第十五饶迥水鼠年），被前清革除名号的流亡英属印度的第十三世达赖喇嘛趁西藏动乱，发布《告民众书》：

内地各省人民，刻已推翻君主，建立新国。嗣是以往，凡汉人递到西藏之公文政令，概勿遵从，身著藍色服者，即新国派来之官吏，尔等不得供应，惟乌拉仍当照旧供给。汉兵既不能保护我藏民，其将以何方法巩固一己之地位，愿我藏人熟思之。至藏人各寨营官，刻已召集，啜血同盟，共图进行，惟汉人官吏军队，猶欲任意进藏，总览我政权耳，夫汉人不能依据旧约，抚我藏民，是其信用既以大失，犹复恣为强夺，蹂躏主权，坐令我臣民上下，辗转流离，逃窜四方，苛残恶毒，于斯为极。推其用意，盖使我藏人永远不见天日矣，孰使之，皆汉人入藏使之也。自示之后，凡我营官头目人等，务宜发愤有为，苟其地居有汉人，固当驱除净尽，即其地未居汉人，亦必严为防守，总期西藏全境汉人绝迹，是为至要。
公告发布之后，达赖喇嘛组织了一支万余人的“西藏民军”，经过一段混乱，驻西藏清军解除武装取道印度回到漢地。1913年1月第十三世达赖喇嘛返回拉萨，重掌西藏军政。